# 1999 في سويسرا
فيما يلي قوائم الأحداث التي وقعت خلال عام 1999 في سويسرا.

## سياسة

### تعيين في المنصب
- 1 يناير – جوزيف دايس عضو المجلس الفيدرالي السويسري،عضو المجلس الفيدرالي السويسري.
- 1 يناير – روث دريفيس رئيس الاتحاد السويسري.
- 1 يناير – يوهان شنايدر-آمان عضو المجلس الوطني السويسري،عضو المجلس الوطني السويسري.
- 6 ديسمبر – تشارلز فافر عضو المجلس الوطني السويسري.
- 6 ديسمبر – دوريس ليوتار عضو المجلس الوطني السويسري.
- 6 ديسمبر – سيمونيتا سوماروغا عضو المجلس الوطني السويسري.
- 6 ديسمبر – صموئيل شميد عضو مجلس الولايات السويسري.

### انتهاء فترة المنصب
- 11 مارس – جوزيف دايس عضو المجلس الوطني السويسري.
- 5 ديسمبر – صموئيل شميد عضو المجلس الوطني السويسري.
- 31 ديسمبر – روث دريفيس رئيس الاتحاد السويسري.

## برامج ومسلسلات وأنمي
- بينغو

## وفيات

### مارس
- 18 مارس – كارل ليتشي (مواليد 1912) درّاج طريق سويسري.

### أبريل
- 21 أبريل – جورج مييز (مواليد 1904) لاعب جمباز فني سويسري.

### أغسطس
- 10 أغسطس – أنتوني ستانيسلاس رادزيفيل (مواليد 1959) مخرج أفلام من الولايات المتحدة الأمريكية.
- 17 أغسطس – ليو أمبرج (مواليد 1912) درّاج طريق سويسري.